# DAY5特急回数券
DAY5特急回数券（でいふぁいぶとっきゅうかいすうけん）は、南海電気鉄道（南海）が発行していた特急券･座席指定券の回数乗車券である。2019年12月をもって発売を終了した。

## 概要
主に昼間時間帯や夕方の難波駅行きの特急列車の510円区間で乗車できた。
定期乗車券や他の回数乗車券、PiTaPaなどの交通系ICカードと併用することもできる。
「こうや」の780円区間に乗車する際には差額の370円を追加する必要があった。
「泉北ライナー」では自社線内相互間のみでしか利用できなかった。

## 利用可能列車
- 10時から16時に始発駅を発車する全ての特急列車
- 16時以降に始発駅を発車する難波行きの列車

## 有効期間
購入日の1ヵ月後の月末。購入日によっては最長で2ヶ月。

## 発売料金
5枚つづりで2,050円（1枚あたり410円）。ラピートのスーパーシート用は3,100円（1枚あたり620円）。

## 利用する際の注意事項
- 利用する際には特急券発売窓口で特急券･座席指定券に引き換える必要がある。ホーム上の自動販売機では購入できない。
- 払い戻しや列車変更等については制限がある。このきっぷ自体の払い戻しは、利用していなければ行える。